# دولت دوم جعفر شریف‌امامی
دولت دوم جعفر شریف‌امامی یکی از دولت‌های دوران پادشاهی مشروطه در دورهٔ پهلوی است که از اسفند ۱۳۳۹ تا اردیبهشت ۱۳۴۰ فعالیت کرد. رئیس این دولت، جعفر شریف‌امامی بود.
با آغاز دوره بیستم مجلس شورای ملی، مطابق سنت پارلمانی شریف‌امامی روز ۲۰ اسفند ۱۳۳۹ استعفای دولت را به حضور شاه تقدیم و پس از انتصاب مجدد به نخست‌وزیری در همین تاریخ، هیئت وزیران خود را روز ۲۰ اسفند به حضور شاه و روز ۲۱ اسفند به مجلس شورای ملی معرفی کرد. مجلس شورای ملی در روز ۲۳ اسفند با اکثریت ۱۴۲ رأی از ۱۴۳ نفر به دولت وی رأی اعتماد داد.
دولت شریف‌امامی روز ۱۶ اردیبهشت ۱۳۴۰ مستعفی شد و سقوط کرد.

## هیئت دولت
| نخست‌وزیر                            |  | جعفر شریف‌امامی         | ۲۰ اسفند ۱۳۳۹   | ۱۶ اردیبهشت ۱۳۴۰ | ملیون | [ ۴ ]       |
| وزیران                              |  |                        |                 |                  |       |             |
| وزیر امور خارجه                     |  | حسین قدس نخعی          | ۲۰ اسفند ۱۳۳۹   | ۱۶ اردیبهشت ۱۳۴۰ | ملیون | [ ۵ ]       |
| وزیر بازرگانی                       |  | علی‌اصغر پورهمایون      | ۲۰ اسفند ۱۳۳۹   | ۱۶ اردیبهشت ۱۳۴۰ | مردم  | [ ۵ ]       |
| وزیر بهداری                         |  | جواد آشتیانی           | ۲۰ اسفند ۱۳۳۹   | ۱۱ اردیبهشت ۱۳۴۰ | ملیون | [ ۵ ] [ ۶ ] |
| وزیر پست و تلگراف و تلفن            |  | عبدالحسین اعتبار       | ۲۰ اسفند ۱۳۳۹   | ۱۶ اردیبهشت ۱۳۴۰ | مستقل | [ ۵ ]       |
| وزیر جنگ                            |  | علی‌اصغر نقدی           | ۲۰ اسفند ۱۳۳۹   | ۱۶ اردیبهشت ۱۳۴۰ | نظامی | [ ۵ ]       |
| وزیر دادگستری                       |  | محمدعلی ممتاز          | ۲۰ اسفند ۱۳۳۹   | ۱۶ اردیبهشت ۱۳۴۰ | مستقل | [ ۵ ] [ ۷ ] |
| وزیر دارایی                         |  | عبدالباقی شعاعی        | ۲۰ اسفند ۱۳۳۹   | ۱۶ اردیبهشت ۱۳۴۰ | مستقل | [ ۵ ]       |
| وزیر راه                            |  | ابوالحسن بهنیا         | ۲۰ اسفند ۱۳۳۹   | ۱۶ اردیبهشت ۱۳۴۰ | مستقل | [ ۵ ]       |
| وزیر صنایع و معادن                  |  | طاهر ضیائی             | ۲۰ اسفند ۱۳۳۹   | ۱۶ اردیبهشت ۱۳۴۰ | مردم  | [ ۵ ]       |
| وزیر فرهنگ                          |  | جهانشاه صالح           | ۲۰ اسفند ۱۳۳۹   | ۱۶ اردیبهشت ۱۳۴۰ | مستقل | [ ۵ ]       |
| وزیر کار                            |  | احمدعلی بهرامی         | ۲۰ اسفند ۱۳۳۹   | ۱۶ اردیبهشت ۱۳۴۰ | مستقل | [ ۵ ]       |
| وزیر کشاورزی                        |  | ابراهیم مهدوی          | ۲۰ اسفند ۱۳۳۹   | ۱۶ اردیبهشت ۱۳۴۰ | مستقل | [ ۵ ]       |
| وزیر کشور                           |  | سید محمدصادق امیرعزیزی | ۲۰ اسفند ۱۳۳۹   | ۱۶ اردیبهشت ۱۳۴۰ | نظامی | [ ۵ ]       |
| وزیر گمرکات و انحصارات              |  | محمدرضی ویشکایی        | ۲۰ اسفند ۱۳۳۹   | ۱۶ اردیبهشت ۱۳۴۰ | مستقل | [ ۵ ]       |
| وزیران مشاور                        |  |                        |                 |                  |       |             |
| وزیر مشاور و معاون نخست‌وزیر         |  | اشرف احمدی             | ۲۰ اسفند ۱۳۳۹   | ۱۶ اردیبهشت ۱۳۴۰ | مستقل | [ ۵ ]       |
| قائم‌مقام نخست‌وزیر در سازمان برنامه  |  | احمد آرامش             | ۲۰ اسفند ۱۳۳۹   | ۱۶ اردیبهشت ۱۳۴۰ | مستقل | [ ۵ ]       |
| نایب نخست‌وزیر و سرپرست امور اقتصادی |  | سید محمد سجادی         | ۲۰ اسفند ۱۳۳۹   | ۱۶ اردیبهشت ۱۳۴۰ | مستقل | [ ۵ ]       |
| معاونان نخست‌وزیر                    |  |                        |                 |                  |       |             |
| معاون پارلمانی                      |  | حسن نبوی               | ۴ اردیبهشت ۱۳۴۰ | ۱۶ اردیبهشت ۱۳۴۰ | مستقل | [ ۸ ]       |
| رئیس سازمان اطلاعات و امنیت کشور    |  | حسن پاکروان*           | ۲۴ اسفند ۱۳۳۹   | ۱۶ اردیبهشت ۱۳۴۰ | نظامی | [ ۹ ]       |